# Мисс США 1999
Мисс США 1999 (англ. Miss USA 1999) — 48-й конкурс красоты Мисс США, проводился в Grande Palace Theatre, в городе Брэнсон, штат Миссури, 4 февраля 1999 года.
Победительницей конкурса стала Кимберли Пресслер, представительница штата Нью-Йорк. Победительница стала четвёртой представительницей штата Нью-Йорк, после Шэнны Моуклер в 1995 году. Поскольку титул был передан Первой вице мисс, а не завоёван, то это третья победа и первая за двадцать лет с 1979 года.
После нескольких месяцев переговоров, город Брэнсон смог принять участниц с ноября 1998 года. Городские власти потратили 125 тысяч долларов в виде налоговых затрат, чтобы способствовать развитию туризма, но после проведения конкурса признали, что это не стоило затрат. Спонсоры внесли ещё 1 миллион долларов на проведение мероприятия. Предыдущий конкурс красоты дважды проводился в городе Шривпорт, штат Луизиана.
Ведущим вечера стал американский актёр Шемар Мур, комментировала Эли Ландри и Джулия Моран Развлекали Коллин Рэй и The Atomic Fireballs.

## Результаты

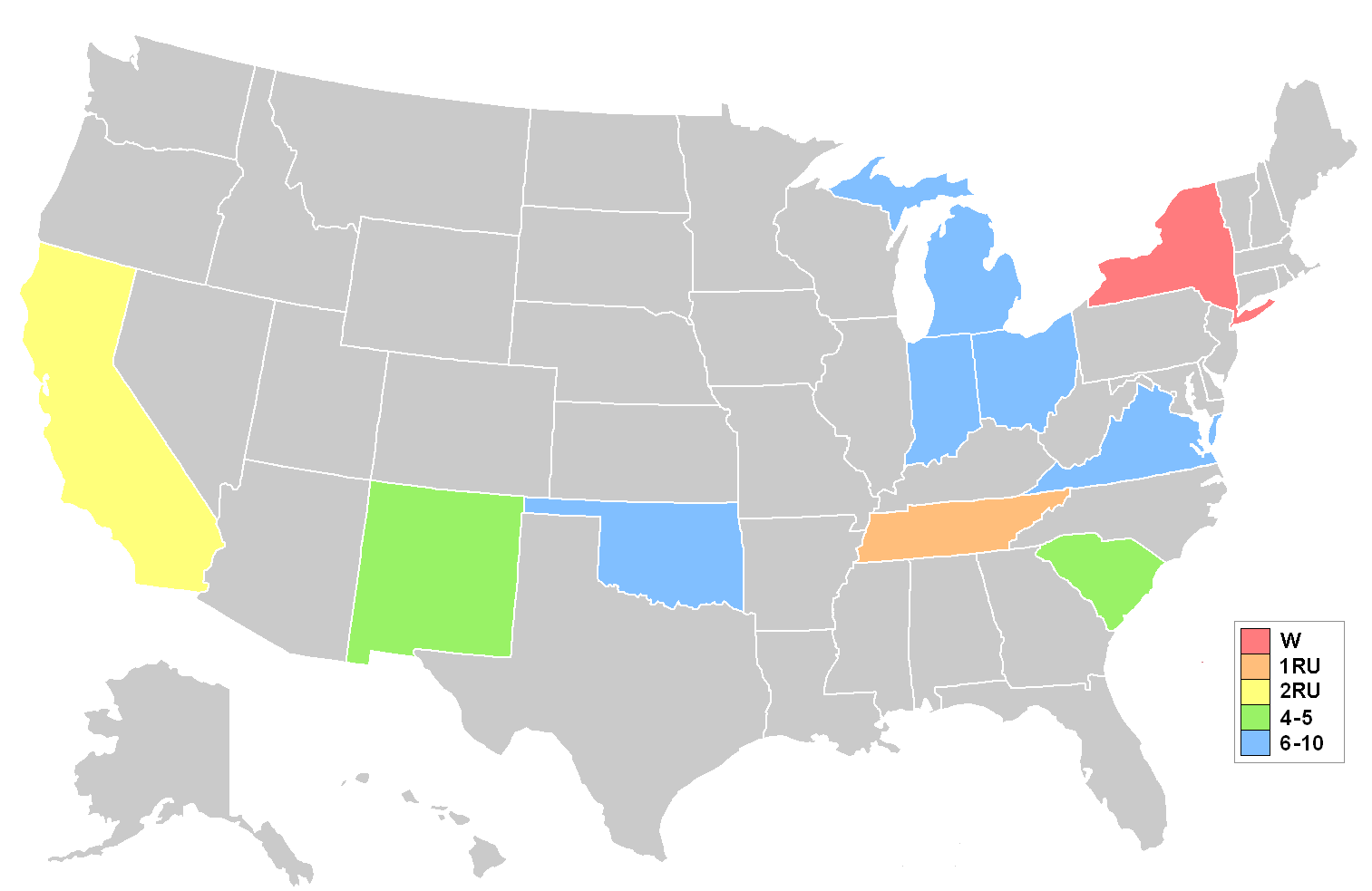
Карта США, показывающая штаты-участницы финала

| Финальный результат | Конкурсантка |
| ------------------- | --- |
| Мисс США 1999       | - Нью-Йорк — Кимберли Пресслер |
| 1-я Вице мисс       | - Теннесси — Морган Хай |
| 2-я Вице мисс       | - Калифорния — Анжелика Бро |
| Топ 5               | - Южная Каролина — Лорен Поппелл - Нью-Мексико — Мишель Риос                                                                            |
| Топ 10              | - Индиана — Пратима Ярлагадда - Виргиния — Келли Лайтборн - Оклахома — Диа Уэбб - Огайо — Мелинда Миллер - Мичиган — Шеннон Грейс Кларк |

### Специальные награды
| Награда              | Участницы                        |
| -------------------- | -------------------------------- |
| Мисс Конгениальность | - Аризона — Кара Джексон         |
| Мисс Фотогеничность  | - Висконсин — Элизабет Фам       |
| Style Award          | - Виргиния — Келли Лайтборн      |
| Лучший купальник     | - Южная Каролина — Лорен Поппелл |

## Полуфинальные очки

### Предварительные очки
| \| Штат \| Интервью \| Купальный костюм \| Вечерний костюм \| Средний балл \| Финалистки \| \| -------------- \| -------- \| ---------------- \| --------------- \| ------------ \| ---------- \| \| Нью-Йорк \| 8.46 \| 9.63 \| 9.33 \| 9.14 \| 9.65 \| \| Теннесси \| 8.90 \| 9.53 \| 9.73 \| 9.38 \| 9.75 \| \| Калифорния \| 8.93 \| 9.64 \| 9.56 \| 9.37 \| 9.60 \| \| Южная Каролина \| 8.68 \| 9.64 \| 9.64 \| 9.32 \| 9.51 \| \| Нью-Мексико \| 8.82 \| 9.36 \| 9.11 \| 9.09 \| 9.23 \| \| Индиана \| 8.73 \| 9.08 \| 9.18 \| 8.99 \| \| \| Виргиния \| 8.56 \| 9.29 \| 8.86 \| 8.90 \| \| \| Оклахома \| 8.80 \| 8.88 \| 8.98 \| 8.87 \| \| \| Огайо \| 8.50 \| 8.91 \| 8.96 \| 8.79 \| \| \| Мичиган \| 8.43 \| 8.93 \| 8.95 \| 8.77 \| \| | Победительница 1-я Вице Мисс 2-я Вице Мисс Топ 5 финалисток |                  |                 |              |            |
| Штат | Интервью                                                    | Купальный костюм | Вечерний костюм | Средний балл | Финалистки |
| Нью-Йорк | 8.46                                                        | 9.63             | 9.33            | 9.14         | 9.65       |
| Теннесси | 8.90                                                        | 9.53             | 9.73            | 9.38         | 9.75       |
| Калифорния | 8.93                                                        | 9.64             | 9.56            | 9.37         | 9.60       |
| Южная Каролина | 8.68                                                        | 9.64             | 9.64            | 9.32         | 9.51       |
| Нью-Мексико | 8.82                                                        | 9.36             | 9.11            | 9.09         | 9.23       |
| Индиана | 8.73                                                        | 9.08             | 9.18            | 8.99         |            |
| Виргиния | 8.56                                                        | 9.29             | 8.86            | 8.90         |            |
| Оклахома | 8.80                                                        | 8.88             | 8.98            | 8.87         |            |
| Огайо | 8.50                                                        | 8.91             | 8.96            | 8.79         |            |
| Мичиган | 8.43                                                        | 8.93             | 8.95            | 8.77         |            |

## Штаты-участницы
| - Алабама – Дори Уокер - Аляска – Анна Рубл - Аризона – Кэра Джексон - Арканзас – Эллисон Хевенер - Калифорния – Анжелика Бро - Колорадо – Сьюзан Мануэльо - Коннектикут – Кристина Д’Амико - Делавэр – Джеки Пилла - Вашингтон (округ Колумбия) – Эми Алдерсон - Флорида – Мелисса Кесада - Джорджия – Мередит Янг - Гавайи – Трини-Энн Лейлани Каопуики - Айдахо – Эми Эмброуз - Иллинойс – Кристина Лам - Индиана – Пратима Ярлагадда - Айова – Жаклин Солингер - Канзас – Аманда Каррауэй - Кентукки – Лори Менсхаус - Луизиана – Мелисса Бонджованни - Мэн – Хизер Куттс - Мэриленд – Келли Донохью - Массачусетс – Дженнифер Крафве - Мичиган – Шеннон Грейс Кларк - Миннесота – Кристал ВанДенберг - Миссисипи – Кари Бабски - Миссури – Тери Боллинджер | - Монтана – Мишон Адель Зинк - Небраска – Валинда Сиппл - Невада – Шейни Смит - Нью-Гэмпшир – Мелисса Маклафлин - Нью-Джерси – Кэндис Алана Ройал - Нью-Мексико – Мишель Риос - Нью-Йорк – Кимберли Пресслер - Северная Каролина – Джой Холл - Северная Дакота – Шайна Банк - Огайо – Мелинда Миллер - Оклахома – Диа Уэбб - Орегон – Эми Нельсон - Пенсильвания – Мелисса Годшолл - Род-Айленд – Клэр Дезимоун - Южная Каролина – Лорен Поппелл - Южная Дакота – Шона Гросс - Теннесси – Морган Тэнди Хай - Техас – Карисса Блэр - Юта – Рэйчел Расмуссен - Вермонт – Николь Льюис - Виргиния – Келли Лайтборн - Вашингтон – Тэмми Янсен - Западная Виргиния – Аманда Бёрнс - Висконсин – Элизабет Фам - Вайоминг – Арника Брайант |

## Участие в других конкурсах
Тринадцать участниц до участия или после принимали участие в конкурсах красоты «Мисс мира», Юная мисс США или «Мисс Америка».
- Участница на международном конкурсе «Мисс мира»:
  - Анжелика Бро (Калифорния) — Мисс мира США 2000 (Топ 10 на Мисс мира 2000)
- Участницы на конкурсе «Юная мисс США»:
  - Кимберли Пресслер (Нью-Йорк) — Юная мисс Нью-Йорк 1994
  - Лорен Поппелл (Южная Каролина) — Юная мисс Южная Каролина 1993 (Топ 12 на Юная мисс США 1993)
  - Мередит Янг (Джорджия) — Юная мисс Джорджия 1991 (1-я Вице мисс Юная мисс США 1991)
  - Тери Боллинджер (Миссури) — Юная мисс Иллинойс 1990
  - Трини-Анн Каопуики (Гавайи) — Юная мисс Гавайи 1991
  - Карисса Блэр (Техас) — Юная мисс Техас 1992
  - ВиЛинда Сиппл (Небраска) — Юная мисс Мичиган 1992
  - Эми Джо Эмброуз (Айдахо) — Юная мисс Айдахо 1995
  - Аманда Каррауэй (Канзас) — Юная мисс Канзас 1996
  - Аманда Бернс (Западная Виргиния) — Юная мисс Западная Виргиния1997
- Участницы «Мисс Америка»:
  - Кэра Джексон (Аризона) — Мисс Аризона 1995
  - Лори Менсхаус[англ.] (Кентукки) — Мисс Кентукки 1997

## Сноски
1. ↑  McDonough, Kevin (5 февраля 1999). Miss USA brings fun back pageants. Reading Eagle. p. W21. Архивировано 7 апреля 2016. Дата обращения: 11 сентября 2014.
2. ↑  Associated Press (6 февраля 1999). Miss New York Wins Miss USA. Toledo Blade. p. 12. Архивировано 14 декабря 2019. Дата обращения: 11 сентября 2014.
3. ↑  Branson hopes to hold beauty pageant. Southeast Missourian. 12 августа 1998. p. 5B. Архивировано 14 декабря 2019. Дата обращения: 11 сентября 2014.
4. ↑  Associated Press (4 ноября 1998). Branson to Play Host to Next February's Miss USA pageant. The Nevada Daily Mail. p. 5A. Архивировано 7 апреля 2016. Дата обращения: 11 сентября 2014.
5. ↑  Associated Press (26 января 1999). Branson seeks Miss USA pageant rewards. Southeast Missourian. p. 8A. Архивировано 5 апреля 2016. Дата обращения: 11 сентября 2014.
6. ↑  Associated Press (30 июля 1999). Branson Chamber slashes Miss USA sponsorship. Southeast Missourian. p. 6A. Архивировано 14 декабря 2019. Дата обращения: 11 сентября 2014.
7. 1 2  Avila, Oscar (5 февраля 1999). Miss USA Pageant gives Branson a chance to update its image. Knight Ridder/Tribune News Service. Архивировано 2 сентября 2019. Дата обращения: 11 сентября 2014.
8. 1 2  Martin, John (5 февраля 1999). Miss USA follows formula. The Spokesman-Review. p. D4.
9. 1 2  Morrison, Aaron (7 февраля 1999). Winthrop Grad becomes Miss USA finalist. The Rock Hill Herald. p. 1B.{{cite news}}:  Википедия:Обслуживание CS1 (url-status) (ссылка)